# GamePort

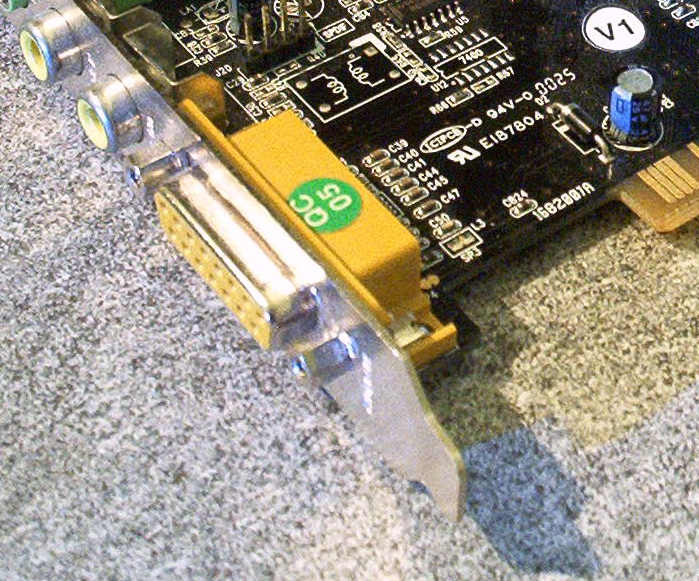
GamePort umieszczony na karcie dźwiękowej

GamePort – port w komputerach PC przeznaczony do podłączania manipulatorów gier, takich jak joystick, czy gamepad. Umożliwia również podłączenie instrumentów muzycznych poprzez zewnętrzny kontroler MIDI. Używany głównie w latach 90. XX wieku oraz w pierwszych latach XXI wieku. Zazwyczaj umieszczany był na kartach dźwiękowych montowanych na złączach ISA i PCI. Obecnie GamePort został całkowicie wyparty przez port USB.
Microsoft wstrzymał obsługę GamePortu wraz z wydaniem systemu Windows Vista, jednak nadal jest obsługiwany w systemie Linux..

## Budowa złącza
GamePort umożliwia podłączenie dwóch manipulatorów analogowych (zazwyczaj potrzeba do tego przejściówki/rozdzielacza). Każdy z nich mógł podawać analogowo (płynnie) informacje o współrzędnych wychylenia w osi X oraz Y oraz o wciśnięciu dwóch przycisków B1 i B2. W początkowych latach istnienia złącza było to rozwiązanie bardzo innowacyjne, gdyż występujące wówczas porty manipulatorów w mini komputerach i konsolach wykrywały jedynie wychylenie w postaci zero-jedynkowej i dysponowały jednym przyciskiem FIRE. W późniejszych latach pojawiły się gry (głównie symulatory lotu) oraz joysticki wykorzystujące wszystkie 4 przyciski i oba dwuwymiarowe wskaźniki wychylenia (np. jeden sterował samolotem, a drugi ruchem głowy wirtualnego pilota – tzw. hat).
Poniższa tabela przedstawia budowę gniazda żeńskiego typu D-Sub DA-15 wraz z opisem pinów.
|        |            |                                            |                                                          |  |  |
| Numer  | Oznaczenie | Nazwa angielska                            | Nazwa polska                                             |  |  |
| Pin 1  | +5V        | +5V DC                                     | Zasilanie +5V                                            |  |  |
| Pin 2  | B1         | Button 1                                   | Przycisk 1                                               |  |  |
| Pin 3  | X1         | X axis for joystick 1 (0-100 kohm)         | Oś X dla joysticka 1 (analog) od 0-100 kΩ                |  |  |
| Pin 4  | GND        | Ground for B1                              | Masa dla B1                                              |  |  |
| Pin 5  | GND        | Ground for B2                              | Masa dla B2                                              |  |  |
| Pin 6  | Y1         | Y axis for joystick 1 (0-100 kohm)         | Oś Y dla joysticka 1 (analog) od 0-100 kΩ                |  |  |
| Pin 7  | B2         | Button 2                                   | Przycisk 2                                               |  |  |
| Pin 8  | +5V        | +5V DC                                     | Zasilanie +5V                                            |  |  |
| Pin 9  | +5V        | +5V DC                                     | Zasilanie +5V                                            |  |  |
| Pin 10 | B4         | Button 4                                   | Przycisk 4                                               |  |  |
| Pin 11 | X2         | X axis for joystick 2 (0-100 kohm)         | Oś X dla joysticka 2 (analog) od 0-100 kΩ                |  |  |
| Pin 12 | GND        | Ground for buttons 3 and 4 (or MIDI out)   | Masa dla B3 i B4 (lub wyjście MIDI)                      |  |  |
| Pin 13 | Y2         | Y axis for joystick 2 (0-100 kohm)         | Oś Y dla joysticka 2 (analog) od 0-100 kΩ                |  |  |
| Pin 14 | B3         | Button 3                                   | Przycisk 3                                               |  |  |
| Pin 15 | +5V        | +5V DC (or MIDI in, sometimes unconnected) | Zasilanie +5V (lub wejście MIDI, czasami nie podłączane) |  |  |